# 炸醤麺
炸醤麺（ジャージャンミェン、中国語: 炸醬麵）は、麺料理の一つ。
中華人民共和国山東省が起源とされ、主に中国の河北省・山東省・陝西省・天津市・山西省・四川省などの家庭料理として親しまれ、香港・台湾の外食料理でもある。日本でもジャージャー麺やジャージャン麺などの名称で知られている。

## 概要
炸醤麺の由来については諸説あるが、いずれの説も伝説の域を出ておらず、詳細は明らかではない。一番有力な説は以下のとおり。
中国における麺料理の歴史は、4000年より古くからあると考えられているが、ほとんどスープと一緒に煮込む麺料理が一般的であった。明王朝の終盤に起きた李自成の乱には、農民反乱が起きて首都の北京を陥落させて明国を滅ぼした。この時の反乱軍が利便性の高い軍用糧食を開発するため、軍内の料理人に「汁なし麺」を要求した。その後、日持ちするよう塩辛く味付けされた味噌挽き肉をかけるようになり、炸醤麺の原型になったとされる。
豚のひき肉や細かく切ったものを黄醤（豆味噌）や甜麺醤で炒めて作った「炸醤」と呼ばれる肉味噌を、茹でた麺の上に乗せた料理。日本では炸醤に細かく切ったタケノコやシイタケなどを加えたりする。好みで千切りのキュウリや細切りのネギなどのほか、北京では大豆などを乗せる。日本では茹でたモヤシやチンゲン菜などが乗せられることもある。
中国の麺類には手で延ばす拉麺などいくつか製法があるが（中国の麺類#製麺参照）、炸醤麺には麺の生地を包丁で切った切麺を用いるのが特徴である。
中国での炸醤麺は従来は塩味であり、2010年時点でも塩味が主流であるが、2010年以降は甘めに作られた炸醤麺も増えてきている。
台湾では、一般的に豚そぼろ肉を使用、薬味にネギや香菜が添えられる。

## 他国の炸醤麺

### 日本
日本の中華料理店やコンビニエンスストアなどで販売されている「ジャージャー麺」では中国とは異なり、砂糖などを用いた甘みと塩分の両方が利く味付けがなされ、唐辛子や豆板醤などで辛めの味付けがされている香港式が多い。麺はラーメンなどと同じ、鹹水を使用した細めの中華麺に接着防止の少量の油をまぶして使用されることが多い。家庭用においては、中華麺を使わず、市販のジャージャー麺ソースをうどんやそうめんにかけて作る場合もある。刀削麺を使うケースも見られる。
岩手県における「盛岡じゃじゃ麺」は中華麺でなく、じゃじゃ麺用の平たいきしめんかうどんのように感じられる独特の麺を使う。
昭和50年代には、ザージャー麺（あるいはチャージャン麺）は、日本では「汁麺」が一般的だったが、赤坂にあった万世麺店において、とある常連客から「汁なしのザージャー麺はできないか？」と言われて裏メニューとして（主に日比谷高校関係者によって）有名になった。そこで裏メニューから表メニューに昇格する際に、当該常連客が「名前をつけてくれ」と言われて「ガメラ」と答えたため、折衷案として「ジャメラ」といわれるようになったという逸話がある。年代的に、鳥山明の「Dr.スランプ」の「ガジラ」の影響があると考えられる。

### 韓国
大韓民国では炸醤麺から派生した「チャジャンミョン」がある。テンメンジャン（甜麺醤）ではなく、チュンジャン（春醤）と呼ばれる黒味噌にカラメルを加えたものを使用しており、炸醤の色は日本のものと比べてかなり強い黒色を呈する。辛いチャジャンミョンはあまり見かけず、ほとんどは甘い味付けである。4月14日の「ブラックデー」に食べられる黒い飲食物の代表格でもある。
チュンジャンは、もともと中国のテンメンジャンという味噌が、韓国で変化を遂げたものである。テンメンジャンは、小麦粉と塩で発酵させ、大豆を混ぜて作るが、熟成するほど黒ずんだ色になる。韓国の消費者の間で「黒いテンメンジャンが、よく熟成していて良い」という認識が広まり、それに合わせてテンメンジャンにカラメルを混ぜて黒くするようになり、現在の「黒い味噌」チュンジャンになったとされる。
なお、韓国のチュンジャンは中国のテンメンジャンに比べて甘く、また独特の風味もある。